# Jesús Gámez
Artikeln följer den spanska namnseden; faderns efternamn är Gámez och moderns efternamn Duarte.
Jesús Gámez Duarte, född 10 april 1985, är en spansk före detta fotbollsspelare. Han spelade främst som högerback.

## Karriär
Jesús Gámez gjorde debut i La Liga för Málaga den 27 november 2005 i en 2–3-bortaförlust mot Getafe CF.